# ویلیس، شهرستان فلوید، ویرجینیا
ویلیس (به انگلیسی: Willis) یک منطقهٔ مسکونی در ایالات متحده آمریکا است که در شهرستان فلوید، ویرجینیا واقع شده‌است.